# Joe Roberts (Rennfahrer)
Joe Roberts (* 16. Juni 1997 in Malibu, Kalifornien) ist ein US-amerikanischer Motorradrennfahrer. Er fährt seit 2017 in der Moto2-Klasse der Motorrad-Weltmeisterschaft und pilotiert aktuell eine Kalex. Er ist nicht verwandt mit Kenny Roberts senior beziehungsweise dessen Sohn Kenny Roberts junior, welche ebenfalls aus Kalifornien stammen.

## Statistik

### Erfolge
- 2015 – AMA MotoAmerica Stock 600 Championship
- 3 Grand-Prix-Siege

### In der Motorrad-Weltmeisterschaft
(Stand: Großer Preis von Österreich, 17. August 2025)
| Saison | Klasse | Team                     | Motorrad | Rennen | Siege | Zweiter | Dritter | Poles | Schn. Runden | Punkte | Ergebnis |
| ------ | ------ | ------------------------ | -------- | ------ | ----- | ------- | ------- | ----- | ------------ | ------ | -------- |
| 2017   | Moto2  | AGR Team                 | Kalex    | 5      | –     | –       | –       | –     | –            | 6      | 30.      |
| 2018   | Moto2  | NTS RW Racing GP         | NTS      | 18     | –     | –       | –       | –     | –            | 5      | 27.      |
| 2019   | Moto2  | American Racing          | KTM      | 18     | –     | –       | –       | –     | –            | 4      | 28.      |
| 2020   | Moto2  | American Racing          | Kalex    | 15     | –     | –       | 1       | 3     | –            | 94     | 7.       |
| 2021   | Moto2  | Italtrans Racing         | Kalex    | 16     | –     | –       | –       | –     | –            | 59     | 13.      |
| 2022   | Moto2  | Italtrans Racing         | Kalex    | 20     | 1     | 1       | –       | –     | 1            | 131    | 9.       |
| 2023   | Moto2  | Italtrans Racing         | Kalex    | 20     | –     | –       | 1       | 1     | –            | 93.5   | 13.      |
| 2024   | Moto2  | OnlyFans American Racing | Kalex    | 15     | 1     | 3       | –       | 1     | 1            | 153    | 9.       |
| 2025   | Moto2  | OnlyFans American Racing | Kalex    | 13     | 1     | –       | –       | –     | 1            | 80     | 11.      |
| Gesamt | Gesamt | Gesamt                   | Gesamt   | 140    | 3     | 4       | 2       | 5     | 3            | 625,5  |          |

Grand-Prix-Siege
| Saison | Klasse | Rennen     |
| ------ | ------ | ---------- |
| 2022   | Moto2  | Portugal   |
| 2024   | Moto2  | Italien    |
| 2025   | Moto2  | Tschechien |